# Convention des forteresses
La convention des forteresses est un traité signé le 14 décembre 1831 entre la Belgique, l'empire d'Autriche, la France, le Royaume-Uni de Grande-Bretagne et d'Irlande. Elle a pour objectif le démantèlement de plusieurs citadelles et forteresses devenues belges de la barrière Wellington, établie dans l'ancien territoire du royaume uni des Pays-Bas afin de faire rempart contre la France après la chute du Premier Empire.

## Contexte

### Les forteresses

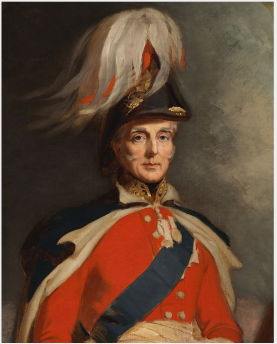
Le duc de Wellington, qui a donné son nom à la barrière de forteresses dressée contre la France dès 1816 : la barrière Wellington.

Dès 1814, lorsque les grandes puissances européennes victorieuses de Napoléon Bonaparte se réunissent lors du congrès de Vienne, elles décident de créer un état-tampon entre la France et la Prusse et fondent le royaume uni des Pays-Bas avec, pour souverain, Guillaume Ier d'Orange-Nassau. Afin d'assurer ce rôle, le nouveau royaume doit se doter d'une « barrière de défense » contre les potentielles menaces françaises : la barrière de Wellington. Celle-ci s'articule autour de trois lignes fortifiées plus ou moins parallèles à la frontière entre la Belgique et la France. Elles sont composées de citadelles, de forteresses ou de villes fortifiées, rénovées ou construites pour l'occasion avec un financement massif provenant du Royaume-Uni de Grande-Bretagne et d'Irlande et des indemnités et dommages de guerre imposés à la France en conséquence des guerres napoléoniennes et de la chute du Premier Empire. La barrière tient son nom du duc de Wellington, l'un des vainqueurs de la bataille de Waterloo.
Si certaines de ces places-fortes sont nouvellement construites, d'autres sont rénovées, l'idée de « barrière contre la France » n'étant pas neuve : trois traités dits « de la Barrière » avaient déjà été signés en ce sens au début du XVIIIe siècle, à l'époque des Pays-Bas autrichiens et des Provinces-Unies.

### Le protocole secret
Le 15 novembre 1818, à l'occasion  du congrès d’Aix-la-Chapelle, un protocole militaire secret est établi entre le royaume uni des Pays-Bas et les membres de la Quadruple Alliance, soit l'Autriche, le Royaume-Uni de Grande-Bretagne et d'Irlande, la Prusse et la Russie. Il prévoit qu’en cas de guerre contre la France, aussitôt le casus fœderis déclaré, les forts néerlandais de la barrière Wellington seront occupés par les Britanniques et les Prussiens en plus des garnisons des forces armées du royaume uni des Pays-Bas. Les britanniques occuperaient Nieuport, Ostende, Ypres et les forteresses situées sur l’Escaut, soit Audenarde, Gand et Termonde à l’exception de la citadelle de Tournai et de la position fortifiée d'Anvers. Les troupes prussiennes, quant à elles, occuperaient les citadelles de Dinant, Huy, Namur ainsi que les places de Charleroi, Mariembourg et de Philippeville. Les troupes néerlandaise, doivent occuper en première ligne Ath, Bouillon, Liège (citadelle et fort de la Chartreuse), Menin, Mons et Tournai et, en deuxième ligne, les places d’Anvers et de Maastricht.
Outre l’occupation des forteresses, le protocole secret d’Aix-la-Chapelle règle les détails de la formation de l’armée alliée. Celle-ci sera divisée en trois corps d'armée : 
- un corps sur le flanc droit, composé des forces armées britanniques, du Royaume de Hanovre et des troupes néerlandaises à Bruxelles.
- un corps au centre composé des troupes de l'armée prussienne sur la Sarre.
- un corps sur le flanc gauche rassemblant les troupes d'Autriche, du Grand-duché de Bade, de Royaume de Bavière et du Wurtemberg sur le Haut Rhin.

### L'indépendance de la Belgique

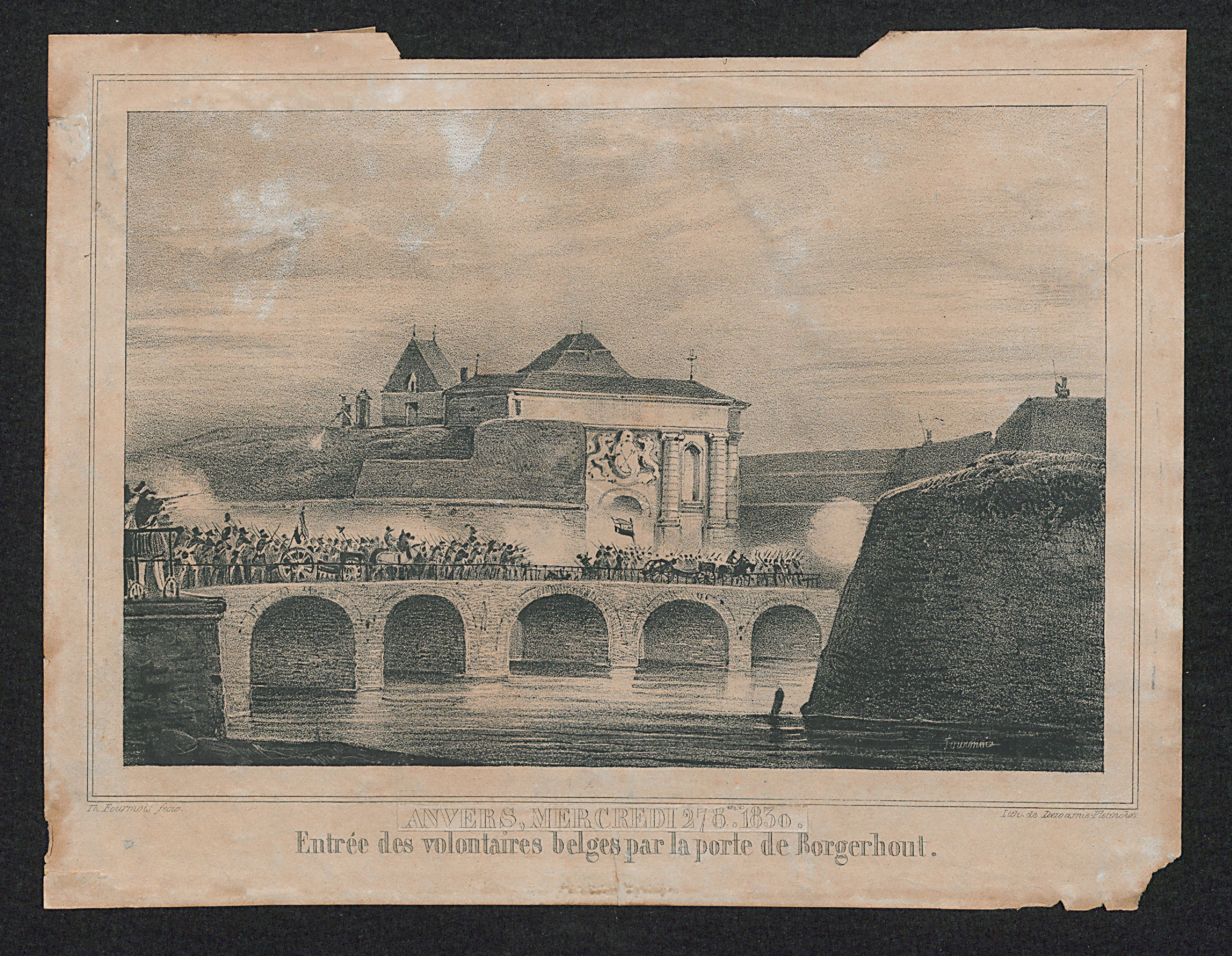
L'armée des volontaires belges prenant Anvers lors des combats d'octobre 1830.

Fin août 1830 éclate la révolution belge, qui mène à la déclaration d'indépendance de la Belgique du Royaume uni des Pays-Bas le 4 octobre 1830, ainsi qu'à la guerre belgo-néerlandaise. Les forteresses des Pays-Bas méridionaux, gardées par les forces armées néerlandaises tombent les unes après les autres, grandement aidées par la désertion des soldats « belges ». Le fort de Huy est le premier à être pris dès le 7 septembre, puis suivent quelques autres comme le fort de la Chartreuse, à Liège, le 20. Un tournant majeur est marqué par la victoire surprise des volontaires belges sur l'armée néerlandaise du prince Frédéric lors des Quatre Jours de Bruxelles le 27 septembre 1830.
Les dernières forteresses « wallonnes » tombent ou capitulent comme Mons le 29 septembre, la citadelle de Namur le 5 octobre ou la citadelle de Liège le lendemain. La Flandre est à son tour progressivement « libérée » suivant trois grands axes : 
- La campagne d'Anvers, menée par les troupes d'Anne-François Mellinet et de Charles Niellon qui se rendent maîtres de la ville et de l'enceinte d'Anvers (hormis la citadelle) dès le 27 octobre au prix de violent combats et après plusieurs batailles restées célèbres comme la bataille de Lierre le 18 octobre, la bataille de Walem le 20 ou la bataille de Berchem le 24.
- La campagne des Flandres, menée par le Français Louis Adolphe Le Doulcet de Pontécoulant, va du Kezelfort (nl) d'Audenarde jusqu'à Oostburg, en Flandre zélandaise, prenant au passage, la citadelle de Gand le 19 octobre.
- La campagne du Limbourg, quant à elle, est menée par le général Nicolas Joseph Daine et s'étend de Maastricht jusqu'au siège de Venlo (1830) (nl) le 11 novembre.

Seules trois forteresses situées dans les frontières de la Belgique de l'époque, résistent et demeurent sous contrôle néerlandais : 
- la citadelle d'Anvers (qui sera assiégée et prise fin 1832 par un corps expéditionnaire de l'armée française).
- la forteresse de Luxembourg, malgré l'annexion belge, grâce à sa garnison de l'armée prussienne en vertu de l'appartenance du Grand-duché de Luxembourg à la confédération germanique et à la régularisation de la situation par la signature de la convention militaire belgo-luxembourgeoise de 1831 puis par la scission du Grand-duché de Luxembourg par le traité des XXIV articles du 19 avril 1839.
- la forteresse de Maastricht, malgré le blocus de Maastricht (nl) imposé par les belges jusqu'à la convention de Zonhoven qui met fin à la guerre le 18 novembre 1833 et avant que la situation ne soit définitivement résolue par la scission du Limbourg selon le même traité que celle du Luxembourg.

### Rapprochement belgo-français

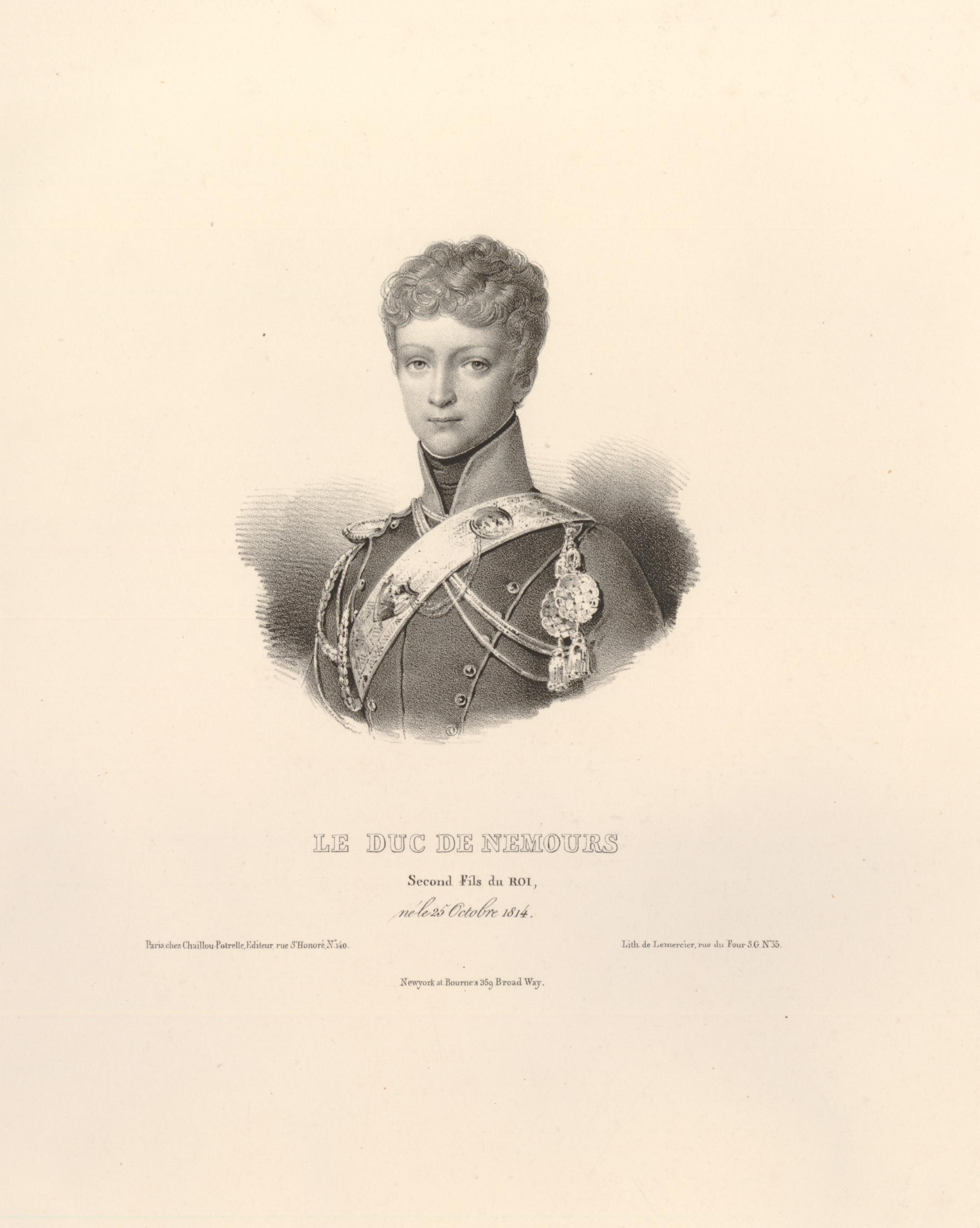
Le 3 février 1831 le Congrès national vote en faveur de l'octroi du trône de Belgique à Louis d'Orléans, le fils du roi des Français, Louis-Philippe Ier, ce que dernier refusera cependant.

À la suite de la participation française à la révolution belge de 1830, les deux pays développent des relations bien plus chaleureuses que les relations entre la France et les Pays-Bas. Par exemple, la Constitution de la Belgique disposant que le nouvel état serait une monarchie constitutionnelle, le Congrès national propose au fils de Louis-Philippe Ier, Louis d'Orléans, de devenir le premier roi des Belges. Le vote a lieu le 3 février 1831 après une tentative de coup d'état mais, sous la pression des puissances européennes, Louis-Philippe refuse l'offre belge le 18 février. Le monarque de Belgique sera Léopold Ier, qui prête serment le 21 juillet 1831 et se mariera par la suite avec la fille de Louis-Philippe, Louise d'Orléans qui deviendra, elle, la première reine des Belges dès le 9 août 1832.

En outre, la France fait partie des états à reconnaître l'existence et l'indépendance de la Belgique lors de la conférence de Londres, dès le 17 avril 1831, lorsque le ministre plénipotentiaire français Talleyrand déclare : 

« Que la France adhère au protocole du 20 janvier 1831 ; qu’elle approuve entièrement les limites indiquées dans cet acte pour la Belgique ; qu’elle admet la neutralité ainsi que l’inviolabilité du territoire belge ; qu’elle ne reconnaîtra le souverain de la Belgique qu’autant que ce souverain lui-même aura pleinement accédé à toutes les conditions et clauses du protocole fondamental du 20 janvier 1831, et que, d’après ces principes, le gouvernement français considère le Grand-duché de Luxembourg comme absolument séparé de la Belgique et comme devant rester sous sa souveraineté et dans les relations qui lui ont assignés les Traités de l’année 1815. »

### Considérations internationales

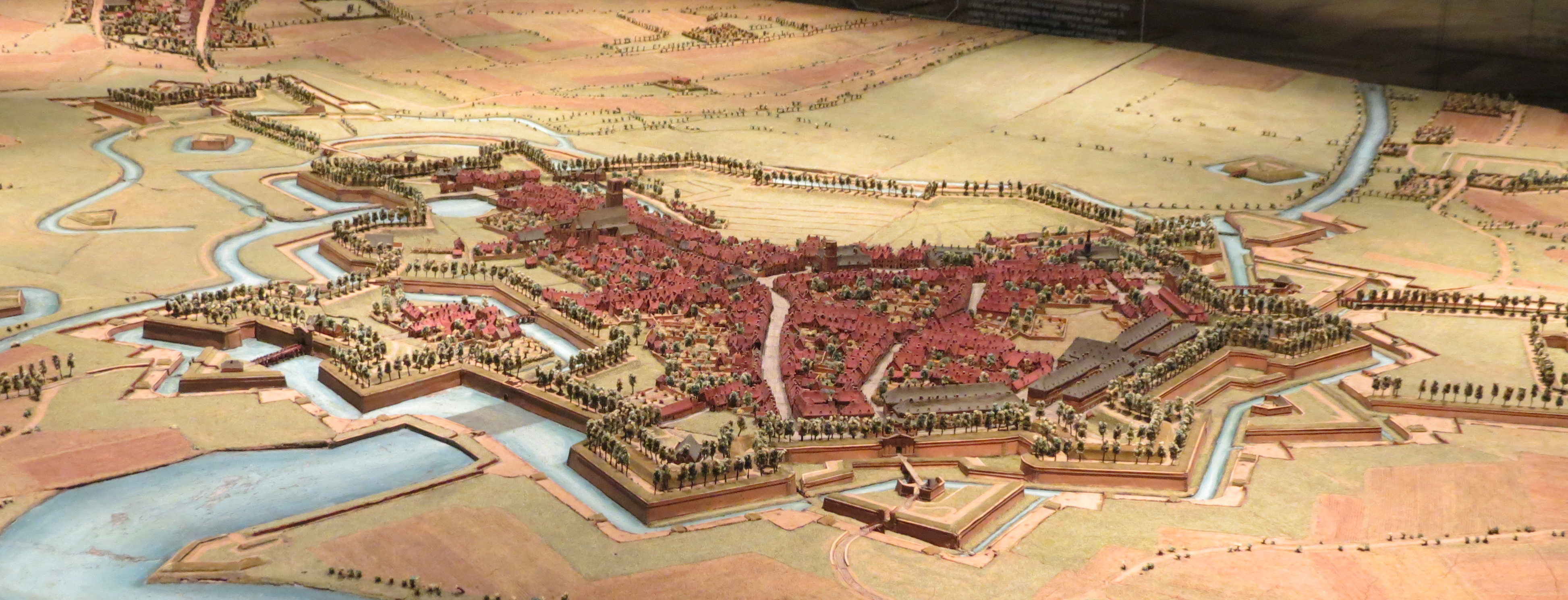
L'enceinte de Menin fait partie des forteresses visées depuis le début par le démantèlement.

À la suite de la déclaration d'indépendance de la Belgique du 4 octobre 1830, les grandes puissances européennes se réunissent lors de la conférence de Londres, afin de statuer sur le sort qu’elles souhaitent donner à la révolution belge. La question des forteresses arrive à la table des négociations de la conférence internationale menée au Foreign Office. En effet, dès le 12 avril 1831,  le diplomate britannique Lord Parlmerston écrit dans une correspondance qu'il entretient avec Lord Granville :

« Ces places sont trop nombreuses pour les ressources militaires de la Belgique et il faut que quelques-unes soient démantelées pour éviter qu’elles ne tombent entre les 
mains de la France à la première rupture. Le plus simple serait, ce me semble, de démanteler les forteresses qui se trouvent de front et au centre et de laisser celles qui sont sur la côte et sur la Meuse, les premières tomberaient nécessairement au pouvoir de la France, les autres pourraient être soutenues par l’Angleterre et par la Prusse. Ainsi, pour préciser et à première vue, Ypres, Menin, Courtray, Tournay, Mons, Ath, Oudenarde, Marienbourg, Philippeville pourraient probablement être démantelées, tandis qu’on pourrait conserver Nieuport, Ostende, Gand, Charleroi, Namur, Dinant, Liège et Huy. »

Le 17 avril 1831, après que la France ait adhéré aux bases de séparation de la Belgique et des Pays-Bas, les plénipotentiaires des quatre autres grandes puissances rédigent le protocole suivant : 

« Les Plénipotentiaires d'Autriche, de la Grande-Bretagne, de Prusse et de Russie, s'étant réunis, ont porté leur attention sur les forteresses construites aux frais des quatre Cours, depuis l'année 1815, dans le royaume des Pays-Bas, et sur les déterminations qu'il conviendrait de prendre à l'égard de ces forteresses, lorsque la séparation de la Belgique d'avec la Hollande serait définitivement effectuée. Après avoir mûrement examiné cette question, les Plénipotentiaires des quatre Cours ont été unanimement d'opinion, que la situation nouvelle où la Belgique serait placée et sa neutralité reconnue et garantie par la France , devaient changer le système de défense militaire adopté pour le royaume des Pays-Bas ; que les forteresses dont il s'agit seraient trop nombreuses pour qu'il ne fût difficile aux Belges de fournir à leur entretien et à leur défense ; que d'ailleurs l'inviolabilité unanimement admise du territoire belge offrait une sûreté qui n'existait pas auparavant ; qu'enfin une partie des forteresses construites dans des circonstances différentes pourrait désormais être rasée.
Les Plénipotentiaires ont éventuellement arrêté en conséquence qu'à l'époque où il existerait en Belgique un gouvernement reconnu par les puissances qui prennent part aux conférences de Londres, il serait entamé entre les quatre Cours et ce gouvernement une négociation à l'effet de déterminer celles des dites forteresses qui devraient être démolies. »

Ce protocole fut officiellement notifié le 14 juillet au plénipotentiaire français Talleyrand et le 28 au gouvernement belge à Bruxelles. Le 23 juillet, le roi des Français, Louis-Philippe Ier le communique aux Chambres de la manière suivante : « (...) Les places élevées pour menacer la France, et non pour protéger la Belgique, seront démolies ! ». De la sorte, il fait passer la future démolition des forteresses comme une victoire française et lui confère un caractère triomphal pour la Monarchie de Juillet. Toutefois, même si elle est satisfaite de la décision, la France n'a pas voix au chapitre dans cette affaire, comme le montre la réponse faite par lord Palmerston à une interpellation de Robert Peel dans la séance du 28 juillet 1831 de la chambre des communes du Royaume-Uni : « Je ne puis entrer dans aucun détail; j'ai déposé le protocole qui concerne la démolition des forteresses belges. La négociation à intervenir n'aura lieu qu'entre les quatre puissances et la Belgique. La France en est exclue. »

## Conception

### Traité des XXVII articles

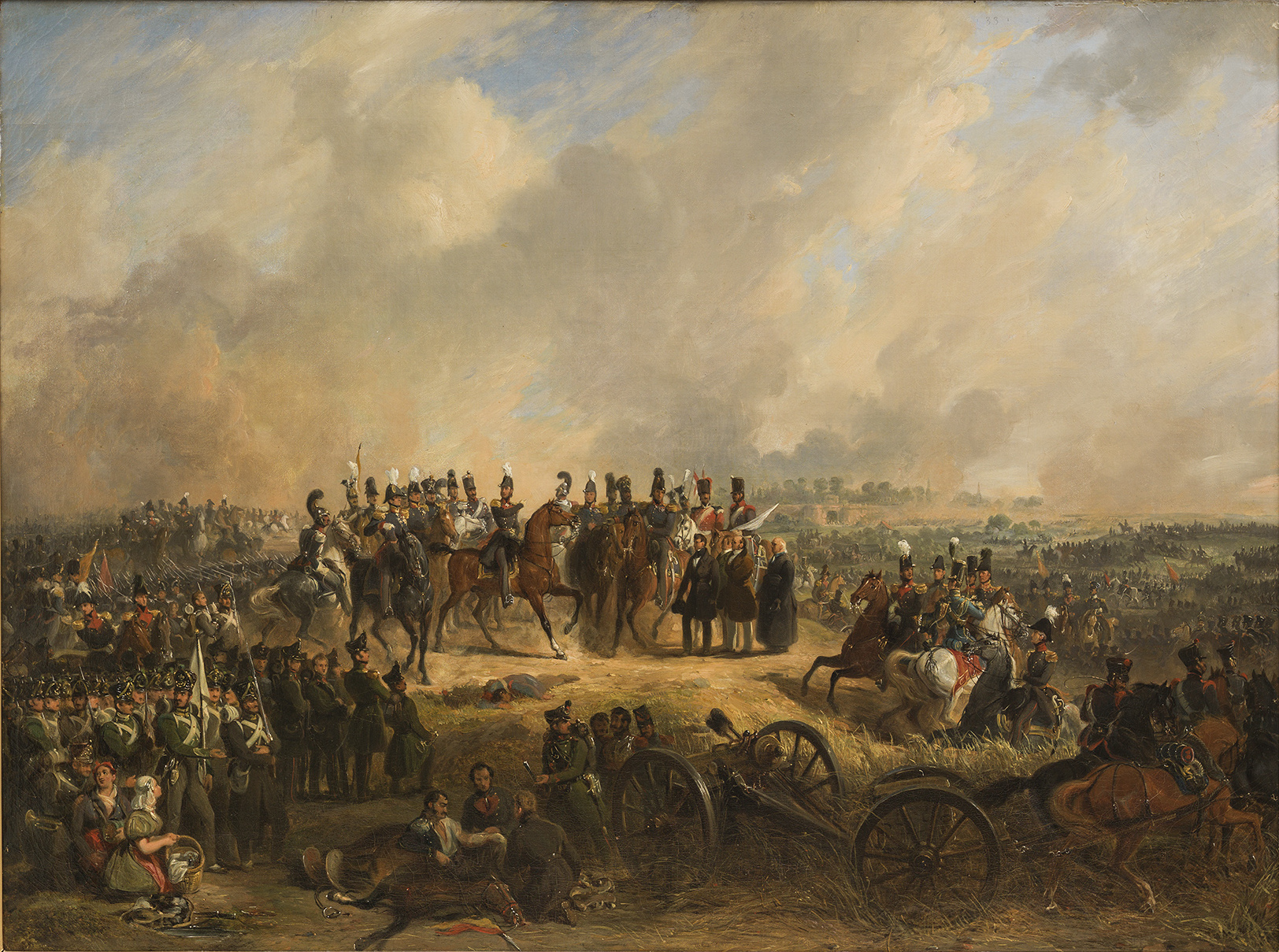
La campagne des Dix-Jours (ici la bataille d'Hasselt, défaite belge) aura des conséquences désastreuses pour la Belgique, qui n'en sort « vainqueur » que grâce à intervention d'un corps expéditionnaire de l'armée française.

En août 1831, lorsque le roi des Pays-Bas, Guillaume Ier, tente de reconquérir les Pays-Bas méridionaux devenus la Belgique, lors de la campagne des Dix-Jours. La France intervient militairement en envoyant un corps expéditionnaire afin de garantir la neutralité belge. Bien que les deux armées ne s’affrontent pas directement, cela suffit à fait fuir l'armée néerlandaise et évite la défaite des jeunes forces armées belges, jusqu'alors très mal embarquées dans ce nouvel épisode de la guerre belgo-néerlandaise. En conséquence de quoi, le 15 novembre 1831, la Belgique est contrainte de signer le traité des XXVII articles, bien plus défavorable que le premier traité signé en juin, car il réduit notamment ses frontières en actant la scission du Grand-duché de Luxembourg, qu'elle avait annexé l'année précédente, ainsi que la scission du Limbourg. 
C'est dans ce cadre que viennent s'inscrire les négociations de la convention des forteresses, par laquelle la France souhaite réduire le nombre de forteresses belges à sa frontière, garantissant en échange qu’elle défendrait la neutralité de la Belgique, qu’elle avait grandement participé à construire.

## Description
L'article 1er ordonne la démolition des places d'Ath, de Menin, Mariembourg, de Mons et de Philippeville. Les deux articles suivants déterminent le mode de démolition et attribuent à la Belgique le matériel des places sacrifiées. Par l'article 4, le roi des Belges s'engage à maintenir en bon état les autres forteresses restantes. L'article 7 stipule que les ratifications seraient échangées dans le terme de deux mois.

### Article secret
Un article secret, particulièrement pour la France est ajouté à la convention avec pour but de renouveler les accords contenus dans le protocole militaire secret signé lors du congrès d'Aix-la-Chapelle de 1818. Celui-ci prévoit en effet qu’aussitôt le casus fœderis déclaré, les forts soient occupés par les forces armées britanniques et l'armée prussienne. Une modification notable est toutefois apportée puisqu'à l'époque, le traité prévoyait que les forces armées néerlandaises se déploient en garnison dans la première et la deuxième ligne de la barrière de Wellington, soit en plein territoire belge depuis l'indépendance de la Belgique du royaume uni des Pays-Bas, proclamée le 4 octobre 1830.
Les britanniques occuperaient Nieuport, Ostende, d'Ypres et les forteresses situées sur l’Escaut, soit Audenarde (nl), Gand et Termonde à l’exception de la citadelle de Tournai et de la position fortifiée d'Anvers. Les troupes prussiennes, quant à elles, occuperaient les citadelles de Dinant, Huy, Namur ainsi que les places de Charleroi, Mariembourg et de Philippeville. 

## Réactions

### Belgique
En Belgique, la nouvelle du protocole de la conférence de Londres du 17 avril 1831 fait grand bruit et blesse le gouvernement de Mûelenaere. Ce n'était pas tant le fond, mais plutôt la forme, qui est remis en question. En effet, la conservation de toutes les forteresses n'est pas souhaité par le jeune royaume qui n'en a pas les ressources, ni en terme financier, ni en terme militaire. Toutefois, les belges regrettent de ne pas avoir été conviés aux discussions, dont la décision finale avait été prise par les quatre puissances que sont l'Autriche, le Royaume-Uni de Grande-Bretagne et d'Irlande, la Prusse et la Russie. De plus, la copie officielle du protocole ne parvient en Belgique que le 28 juillet 1831, par une dépêche de Lord Parlmerston à Félix de Mûelenaere. 

Le Moniteur belge du 26 juillet relate le sentiment belge prédominant lors des discussions du gouvernement : 

« Les forteresses dont la Belgique est hérissée nous appartiennent comme le sol dont elles ne sont que des accessoires ; si elles n'existaient pas, il n'entrerait dans les vues d'aucun Belge de les élever ; mais, quelle que soit l'influence à laquelle elles doivent l'existence, elles sont là, et leur conservation est pour la Belgique une question d'honneur plus que d'utilité... Sans doute, si la Belgique reconnaît que l'entretien de toutes ces forteresses excède ses ressources, elle pourra en démolir quelques-unes ; mais elle prendra elle-même cette résolution. Cette mesure d'économie intérieure sera sage, si la sûreté extérieure n'en souffre pas. Les relations que nous établirons avec la France seront, il faut l'espérer, telles qu'il nous sera permis, sans compromettre notre indépendance, d'éclaircir un peu nos frontières. Si la France tient à la démolition de quelques-unes de nos places, il lui sera facile d'obtenir ce résultat : c'est en donnant par des traités et des alliances des garanties particulières à la Belgique et à sa dynastie. »

### Royaume-Uni de Grande-Bretagne et d'Irlande
Côté britannique, plusieurs députés réagissent avec virulence contre le protocole de la conférence de Londres du 17 avril 1831 et la convention des forteresses que celui-ci introduit. D'aucun juge l'affaire comme « un attentat aux droits de l'Angleterre, comme une lâche condescendance envers la France ». Le duc de Wellington, fondateur de la barrière de fortifications éponyme, est profondément contre la destruction des forteresses belges. Il déclare, lors de la séance du Parlement britannique du 25 juillet 1831 :

« Il est absurde de présenter une garantie de neutralité comme suffisante pour assurer l'indépendance du nouveau royaume. En 1814, ceux qui avaient réuni la Belgique à la Hollande savaient qu'il n'existe pas de garantie solide et permanente sans l'emploi de moyens militaires ; ils y avaient pourvu par l'établissement d'une ligne de forteresses, et ces forteresses sont évidemment plus nécessaires à la Belgique seule qu’à ce pays réuni à la Hollande. »